# Udson Bandeira
Udson Coelho Bandeira (Formoso do Araguaia, 1º de janeiro de 1967) é um jornalista, agropecuarista e político brasileiro que foi deputado federal pelo Tocantins.

## Biografia
Filho de Domingos Pereira Coelho e Maria de Jesus Bandeira Coelho. Jornalista formado em 1989 pela Universidade de Uberaba, lá iniciou carreira política como presidente do Centro Acadêmico de Comunicação Social e vice-presidente do Diretório Central dos Estudantes durante a graduação. Filiado ao PMDB foi eleito deputado estadual pelo Tocantins em 1990 e deputado federal em 1994.
Eleito suplente de deputado federal em 1998, chegou a ser convocado para o exercício do mandato durante a legislatura e exerceu o cargo de assessor parlamentar do Ministério da Justiça.